# 영암 최원립장군 묘 출토복식·유물
영암 최원립장군 묘 출토복식·유물(靈巖 崔元立將軍 墓 出土服飾·遺物)은 대한민국 국가민속문화재 제253호이다. 조선 숙종대 무관인 최원립(崔元立, 1618~1690)의 묘를 이장하는 과정에서 출토된 유물이며, 현재 이화여자대학교박물관 담인복식미술관에 위탁 소장 중에 있다.

## 개요
2001년 전라남도 영암군에서 탐진 최씨 문중의 묘를 이장하던 과정에서 최원립(崔元立) 장군의 복식유물이 출토되었다. 출토된 복식유물은 총 41건 56점이며, 17세기 후반 복식의 전형적인 특징이 잘 드러나는 사대부 복식과 무관 복식이 주를 이룬다. 이 유물은 묘주와 연대, 출토지까지 명확하여 매우 귀중한 것이라 할 수 있다. 이에 2007년 10월 16일에 국가민속문화재 제253호로 지정되었으며 현재 이화여자대학교박물관 담인복식미술관에 위탁 소장되어 있다.
출토된 유물에는 단령, 철릭, 대창의, 중치막, 협수, 창의, 직령, 전복, 바지, 저고리, 망건, 복건, 전대, 토시, 사각겹보, 이불, 명정, 예단, 관, 관내의, 한삼, 지요, 칠성판, 삽, 수염, 묘지, 직물조각 다수 등이 있다. 이 중 협수, 전복, 전대 등은 무관들의 복식에 사용되던 것이다.

## 사진

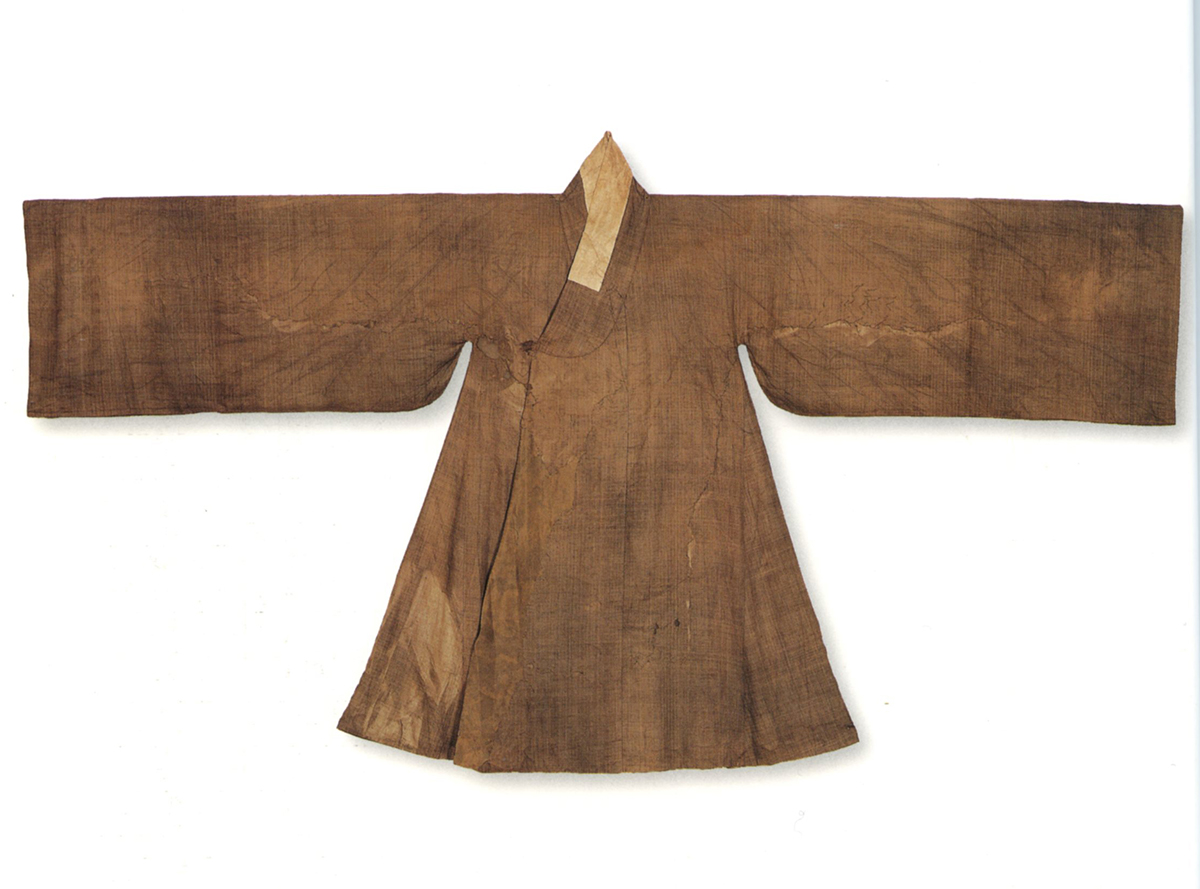
대창의
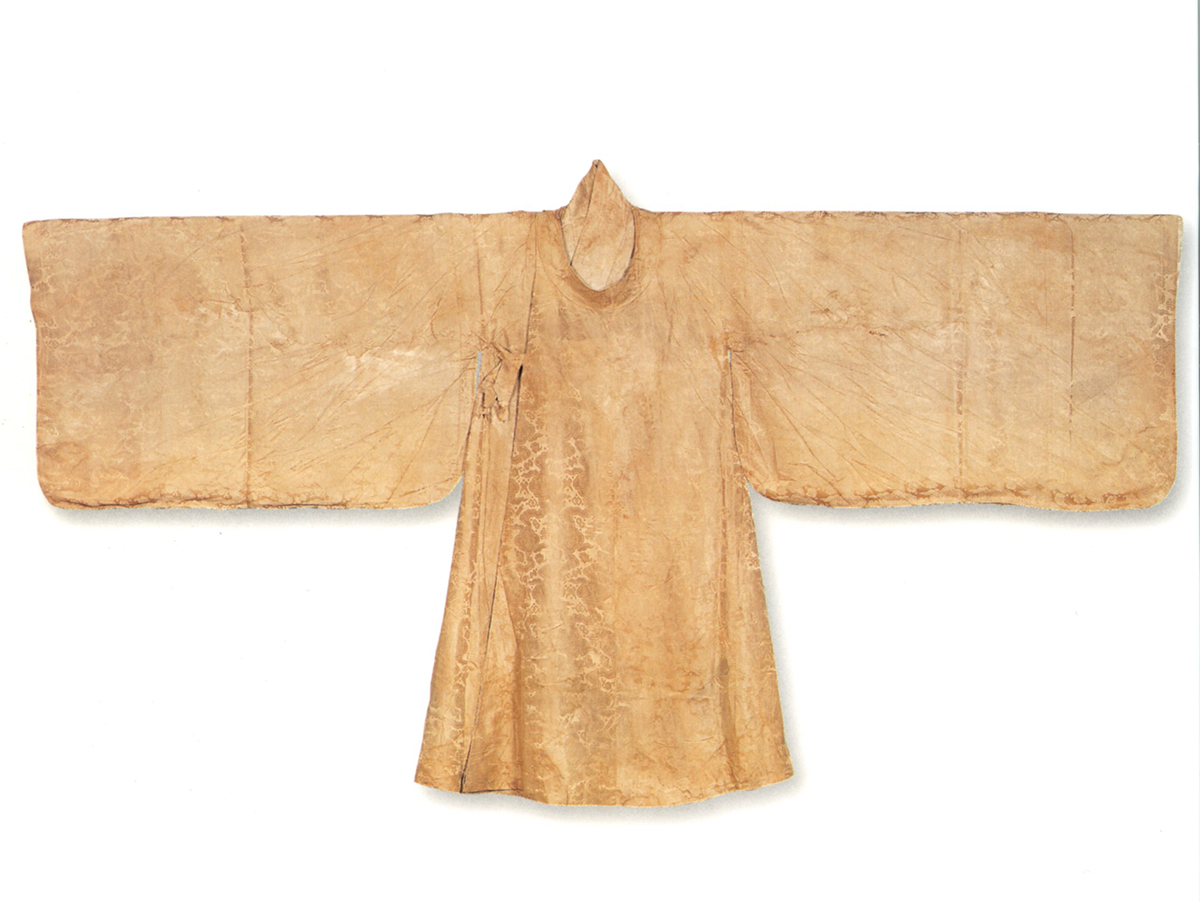
단령

## 주해
1. ↑  최원립(崔元立, 1618~1690) 장군은 조선시대 숙종대의 무관이다. 어려서부터 무관의 기질을 보였으며 1644년 무과에 합격하였다. 1680년 전라좌수군절도사로 활동하였다. 같은 해 경신대출척에서 남인 세력을 몰아내는데 공을 세워 원종공신(原從功臣)에 봉해진다.

## 참고 자료
- 영암 최원립장군 묘 출토복식·유물 - 국가유산청 국가유산포털